# Chrysanthrax turbatus
Chrysanthrax turbatus är en tvåvingeart som först beskrevs av Daniel William Coquillett 1887.  Chrysanthrax turbatus ingår i släktet Chrysanthrax och familjen svävflugor. Inga underarter finns listade i Catalogue of Life.